# Mordølefossen

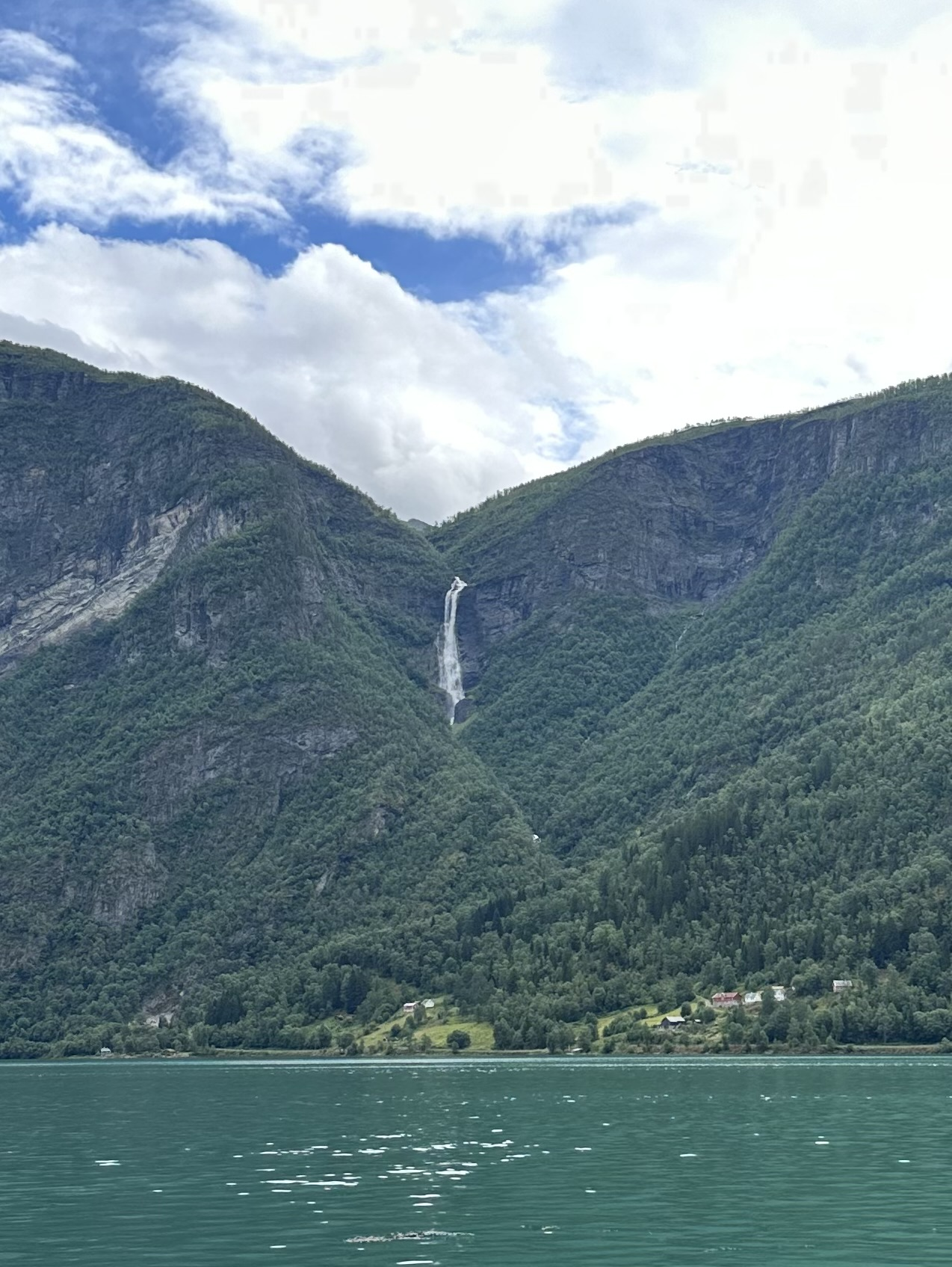
Mordølefossen, Juli 2023

Der Mordølefossen, auch Mordolefossen, ist ein Wasserfall im Lusterfjord in der norwegischen Gemeinde Luster in der Provinz Vestland.
Er befindet sich auf der Südseite des Fjords, südwestlich von Skjolden und wird vom Gebirgsbach Mordalselvi gebildet. Seine höchste einzelne freie Fallhöhe beträgt 190 Meter. Insgesamt fällt der Wasserfall etwa ab einer Höhe von 525 Metern.
Am Fuße des Mordølefossen liegt der Hof Bakken. Nordwestlich auf der gegenüberliegenden Seite des Fjords befindet sich der Ottatunnel und der Alte Ottatunnel.